# Clionella kraussii
Clionella kraussii é uma espécie de gastrópode do gênero Clionella, pertencente a família Clavatulidae.